# Ефеський собор
Ефе́ський собо́р — Вселенський собор християнської церкви, що відбувся у місті Ефес (Мала Азія) у 431 році. Скликаний за ініціативою імператора Феодосія II, щоб покласти край дискусіям. На Соборі були присутні 200 єпископів. Собор, засудивши вчення Несторія (несторіанство) як єресь, ухвалив визнавати в Ісусі Христі з часу його втілення (Різдва) єдність двох природ: божественної і людської, а отже, сповідувати Ісуса Христа як істинного Бога та істинну Людину. Собор проголосив визнання Пресвятої Діви Марії Богородицею. Було остаточно затверджено текст Нікео-Константинопольського Символу віри і категорично заборонено вносити до нього будь-які зміни і доповнення. Патріарха Несторія відправили в заслання. Крім того, було розділено свята Богоявлення і Різдво Христове. Богоявлення було постановлено святкувати — 6 січня, а Різдво Христове — 25 грудня.

## Передумови Собору
Приводом для скликання Собору був конфлікт між Константинопольським Патріархом Несторієм, який проповідував роздільне існування божественного та людського у Христі і називав Марію «Христородицею», та Александрійським архієпископом Кирилом, який проповідував з'єднання цих двох початків в Ісусі Христі і називав Марію «Богородицею». Несторія підтримували Антіохійські патріархи, тоді як Кирила — представники Папи Римського.
Навіть перебуваючи під вартою, Кирило Александрійський виявився більш вправним дипломатом. І на поміч собі він закликав старця Далматія — святого і шанованого всіма ігумена, що 48 років не виходив зі своєї обителі. Далматій на чолі розлюченої юрби прийшов до палацу імператора і став просити, щоб відпустили Кирила і Мемнона, а Несторія залишили в ув'язненні. Такі прояви громадського непорядку занепокоїли Феодосія і він змушений був затвердити рішення ІІІ Вселенського собору, який провів Кирило, і визнав переконання Несторія єретичними. Кирила було повернуто на Александрійську кафедру, а Несторія вигнано у віддалену єгипетську оазу, де незабаром помер, його твори спалено, його послідовників піддано анафемі та гонінням після наступного, Халкедонського собору 451 року.
Кирило Александрійський був канонізований. Окрім засудження несторіанства, якому було присвячено 6 правил, Собор також заборонив сповідувати інші символи віри окрім Нікейського (7-ме правило) та затвердив автокефалію Кіпрської церкви, що заперечувалася Антіохійською церквою. 7-ме правило пізніше використовувалося православними полемістами проти латинської вставки «filioque».
Хоч насправді це не поклало край самим христологічним суперечкам. Послідовники Несторія у VI—VIII століттях створили кілька осередків християнської культури у Персії і Середньому Сході. Несторіанське вчення про Ісуса-Людину у великій мірі ріднило несторіанців із мусульманами, які вшановують Ісуса, як одного з найбільших пророків. У XIII столітті за часів Арабського халіфату несторіанська церква налічувала 25 митрополій і близько 150 єпископій. Одне з монгольських племен цілком прийняло несторіанство. Зрештою, й самі послідовники Несторія досі існують. Численні несторіанські громади є сьогодні в Каліфорнії, у США, Ірані та Туреччині.
З іншого боку, у борні ортодоксів із несторіанством виникла інша єресь — євтихіанство чи монофізитство, від давньогрецької μόνος — «один, єдиний» та φύσις — «природа, єство», які відстоювали лише Божественне походження Ісуса Христа. Основоположником монофізитства вважається радикальний прибічник Кирила Александрійського архімандрит Євтихій — ігумен одного з константинопольських монастирів. У 451 році на IV Вселенському Соборі у містечку Халкідон під Константинополем (тепер район Стамбула) монофізитство визнане єрессю. Втім, ієрархи кількох церков не пристали до такого рішення IV Собору. І донині існує непорозуміння поміж помісними Церквами. Приміром, Коптську, Ефіопську, Вірменську Церкви деякі православні патріархії і католики й досі вважають монофізитськими.